# Верховная рада Украины III созыва
Верховная рада Украины 3 созыва была избрана 29 марта 1998 года.
Срок полномочий: 4 года
Начало работы: май 1998.
Конец работы: апрель 2002.
14 мая 2002 — принятие присяги депутатами 4 созыва

## Председатели Рады
- Александр Ткаченко (1998—2000)
- Иван Плющ (2000—2002)

## Депутатские фракции и группы
Данные приводятся в следующем порядке: количество народных депутатов во фракции/группе на момент начала работы Рады 3 созыва (май 1998) — количество народных депутатов во фракции/группе на момент окончания работы Рады 3 созыва (апрель 2002). В некоторых случаях, фракции возникали и распускались в течение работы Рады, что отмечено в скобках. Также в связи с частыми переходами народных депутатов из фракций во фракции, численность некоторых из них могла сильно вырасти в середине созыва, а к концу заметно сократиться.
- Фракция Коммунистической партии Украины, от 120 до 113 народных депутатов, председатель ‒ Пётр Симоненко
- Фракция Народного Руха Украины, от 47 до 14 народных депутатов, председатель ‒ Геннадий Удовенко
- Фракция Социалистической партии Украины, от 35 до 17 народных депутатов, председатель ‒ Александр Мороз
- Фракция Партии зеленых Украины, от 25 до 16 народных депутатов, председатель ‒ Виталий Кононов
- Фракция Народно-демократической партии (до 29.02.2000), от 91 до 14 народных депутатов, председатель ‒ Александр Карпов
- Фракция «Громада» (до 10.02.2000), от 40 до 12 народных депутатов
- Фракция Социал-демократической партии Украины (объединенной), от 25 до 32 народных депутатов, председатель ‒ Александр Зинченко
- Фракция Прогрессивной социалистической партии Украины (до 10.02.2000), от 17 до 11 народных депутатов, председатель ‒ Наталья Витренко
- Фракция Селянской партии Украины (01.10.1998-29.02.2000), от 14 до 11 народных депутатов
- Фракция «Реформы и порядок» — «Реформы-Конгресс» (с 22.12.1998), от 14 до 15 народных депутатов, председатель ‒ Виктор Пинзеник
- Фракция Украинского народного Руха (с 02.03.1999), от 30 до 23 народных депутатов, председатель ‒ Юрий Костенко
- Фракция «Батькивщина» (с 04.03.1999), от 23 до 24 народных депутатов, председатель ‒ Александр Турчинов
- Фракция «Яблуко» («Яблоко») (с 15.09.2000), от 14 до 13 народных депутатов, сопредседатели ‒ Михаил Бродский, Виктор Суслов
- Группа «Независимые» (22.07.1998-16.03.2000), от 26 до 14 народных депутатов
- Группа «Возрождение регионов» (23.02.1999-06.04.2001), от 27 до 30 народных депутатов
- Группа «Трудовая Украина» (с 20.04.1999), от 16 до 38 народных депутатов, председатель ‒ Игорь Шаров
- Группа «Демократический союз» (с 06.04.2001), от 28 до 15 народных депутатов, председатель ‒ Александр Волков
- Группа «Солидарность» (с 29.02.2000), от 14 до 20 народных депутатов, председатель ‒ Пётр Порошенко
- Группа «Регионы Украины» (с 21.03.2001), от 16 до 23 народных депутатов, председатель ‒ Владимир Рыбак
- Группа «Единство» (с 28.11.2001), от 15 до 21 народных депутатов

## Состав
| ФИО                                                | Портрет | Партия                                                                | Город или область          | № округа | № в списке | Примечание                |
| -------------------------------------------------- | ------- | --------------------------------------------------------------------- | -------------------------- | -------- | ---------- | ------------------------- |
| Абдуллин, Александр Рафкатович (род. 1962)         |         | самовыдвиженец                                                        | Киевская область           | № 97     |            | с 2 октября 1998 года     |
| Абрамов, Фёдор Михайлович (1930—2007)              |         | КПУ                                                                   | Донецкая область           | № 59     |            |                           |
| Агафонов, Николай Иванович (1948—2002)             |         | самовыдвиженец                                                        | Днепропетровская область   | № 28     |            |                           |
| Акопян, Валерий Григорьевич (род. 1958)            |         | самовыдвиженец                                                        | Николаевская область       | № 131    |            |                           |
| Александровская, Алла Александровна (род. 1948)    |         | КПУ                                                                   | Многомандатный округ       |          | № 24       |                           |
| Алексеев, Владимир Геннадиевич (род. 1953)         |         | СДПУ                                                                  | Харьковская область        | № 172    |            |                           |
| Алёхин, Владимир Ильич (род. 1957)                 |         | самовыдвиженец                                                        | Днепропетровская область   | № 39     |            |                           |
| Алёшин, Валерий Борисович (род. 1957)              |         | НРУ                                                                   | Многомандатный округ       |          | № 36       |                           |
| Ананко, Евгений Павлович (род. 1958)               |         | самовыдвиженец                                                        | Черниговская область       | № 206    |            |                           |
| Анастасиев, Валентин Алексеевич (1925—2009)        |         | КПУ                                                                   | Многомандатный округ       |          | № 104      | с 9 февраля 1999 года     |
| Андреичев, Олег Анатольевич (род. 1953)            |         | СДПУ                                                                  | Многомандатный округ       |          | № 19       | с 29 февраля 2000 года    |
| Андресюк, Борис Павлович (род. 1956)               |         | СДПУ                                                                  | Киевская область           | № 12     |            |                           |
| Анищук, Владимир Васильевич (род. 1943)            |         | КПУ                                                                   | Многомандатный округ       |          | № 17       |                           |
| Анненков, Егор Иванович (род. 1941)                |         | КПУ                                                                   | Многомандатный округ       |          | № 27       |                           |
| Антоньева, Анна Петровна (род. 1961)               |         | самовыдвиженец                                                        | Кировоградская область     | № 98     |            |                           |
| Арабаджи, Владимир Васильевич (1950—2003)          |         | АПУ                                                                   | Запорожская область        | № 79     |            |                           |
| Асадчев, Валерий Михайлович (род. 1953)            |         | НРУ                                                                   | Многомандатный округ       |          | № 37       | с 2 октября 1998 года     |
| Бабич, Валерий Георгиевич (1953—2020)              |         | самовыдвиженец                                                        | г. Киев                    | № 218    |            |                           |
| Бабурин, Алексей Васильевич (род. 1949)            |         | КПУ                                                                   | Днепропетровская область   | № 75     |            |                           |
| Бакай, Игорь Михайлович (род. 1963)                |         | ПДС                                                                   | Житомирская область        | № 64     |            | с 6 июля 2000 года        |
| Балашов, Геннадий Викторович (род. 1961)           |         | самовыдвиженец                                                        | Днепропетровская область   | № 27     |            |                           |
| Бандурка, Александр Маркович (род. 1937)           |         | НДП                                                                   | Харьковская область        | № 175    |            |                           |
| Баранчик, Иван Иванович (род. 1951)                |         | Блок «За правду, за народ, за Украину!»                               | Многомандатный округ       |          | № 21       |                           |
| Баулин, Павел Борисович (1948—2015)                |         | КПУ                                                                   | Запорожская область        | № 76     |            |                           |
| Безуглая, Людмила Яковлевна (род. 1946)            |         | ПСПУ                                                                  | Многомандатный округ       |          | № 16       |                           |
| Беловол, Александр Николаевич (род. 1962)          |         | самовыдвиженец                                                        | Кировоградская область     | № 99     |            | с 7 июля 2000 года        |
| Белорус, Олег Григорьевич (род. 1939)              |         | ВО «Громада»                                                          | Многомандатный округ       |          | № 8        |                           |
| Белоус, Артур Александрович (род. 1968)            |         | НДПУ                                                                  | Многомандатный округ       |          | № 19       |                           |
| Белоусова, Ирина Анатольевна (род. 1954)           |         | Партия зелёных                                                        | Многомандатный округ       |          | № 14       |                           |
| Бережный, Виктор Григорьевич (род. 1947)           |         | КПУ                                                                   | Луганская область          | № 114    |            |                           |
| Беспалый, Борис Яковлевич (род. 1953)              |         | НДП                                                                   | Многомандатный округ       |          | № 18       |                           |
| Бессмертный, Роман Петрович (род. 1965)            |         | НДП                                                                   | Многомандатный округ       |          | № 11       |                           |
| Билас, Иван Григорьевич (род. 1953)                |         | БНФ                                                                   | Львовская область          | № 120    |            |                           |
| Билык, Анатолий Григорьевич (род. 1951)            |         | самовыдвиженец                                                        | Днепропетровская область   | № 38     |            |                           |
| Блохин, Олег Владимирович (род. 1952)              |         | ВО «Громада»                                                          | Многомандатный округ       |          | № 16       |                           |
| Богатырёва, Раиса Васильевна (род. 1953)           |         | самовыдвиженец                                                        | Донецкая область           | 63       |            | с 6 июля 2000 года        |
| Богатыренко, Анатолий Андреевич (род. 1953)        |         | самовыдвиженец                                                        | Донецкая область           | 41       |            |                           |
| Бойко, Богдан Фёдорович (род. 1954)                |         | НРУ                                                                   | Многомандатный округ       |          | 7          |                           |
| Бойчук, Иван Васильевич (1951—2019)                |         | НРУ                                                                   | Многомандатный округ       |          | 25         |                           |
| Бокий, Иван Сидорович (1942—2020)                  |         | Блок «За правду, за народ, за Украину!»                               | Многомандатный округ       |          | 5          |                           |
| Бондаренко, Владимир Дмитриевич (1952—2021)        |         | самовыдвиженец                                                        | г. Киев                    | 212      |            |                           |
| Бондаренко, Елена Фёдоровна (род. 1955)            |         | НРУ                                                                   | Многомандатный округ       |          | 13         |                           |
| Бондарчук, Александр Васильевич (род. 1957)        |         | КПУ                                                                   | Многомандатный округ       |          | 35         |                           |
| Борзов, Валерий Филиппович (род. 1949)             |         | НРУ                                                                   | Многомандатный округ       |          | 35         |                           |
| Борзых, Александр Иванович (род. 1950)             |         | самовыдвиженец                                                        | Луганская область          | 103      |            |                           |
| Бортник, Владимир Фёдорович (род. 1949)            |         | самовыдвиженец                                                        | Хмельницкая область        | 189      |            |                           |
| Борщевский, Виктор Валентинович (род. 1951)        |         | КПУ                                                                   | Многомандатный округ       |          | 39         |                           |
| Бродский, Михаил Юрьевич (род. 1959)               |         | самовыдвиженец                                                        | Киев                       | 215      |            |                           |
| Буждыган, Филипп Филиппович (род. 1952)            |         | КПУ                                                                   | Многомандатный округ       |          | 49         |                           |
| Буйко, Георгий Владимирович (род. 1947)            |         | КПУ                                                                   | Многомандатный округ       |          | 26         |                           |
| Буряк, Сергей Васильевич (род. 1966)               |         | самовыдвиженец                                                        | Хмельницкая область        | 193      |            |                           |
| Варбанец, Иван Михайлович (1943—1999)              |         | КПУ                                                                   | Многомандатный округ       |          | 35         |                           |
| Василенко, Анатолий Стефанович (род. 1944)         |         | КПУ                                                                   | Многомандатный округ       |          | 35         |                           |
| Васильев, Геннадий Андреевич (род. 1953)           |         | самовыдвиженец                                                        | Донецкая область           | 61       |            |                           |
| Ващук, Екатерина Тимофеевна (род. 1947)            |         | АПУ                                                                   | Волынская область          | 20       |            |                           |
| Ведмидь, Алина Петровна (1940—2008)                |         | КПУ                                                                   | Многомандатный округ       |          | 29         |                           |
| Винский, Иосиф Викентиевич (род. 1956)             |         | Блок «За правду, за народ, за Украину!»                               | Многомандатный округ       |          | 9          |                           |
| Витренко, Наталья Михайловна (род. 1951)           |         | самовыдвиженец                                                        | Сумская область            | 160      |            |                           |
| Власов, Владимир Дмитриевич (род. 1951)            |         | КПУ                                                                   | Донецкая область           | 54       |            |                           |
| Волков Александр Михайлович (род. 1948)            |         | самовыдвиженец                                                        | Черниговская область       | 208      |            |                           |
| Волковский, Анатолий Филиппович (1938—2018)        |         | СДПУ(О)                                                               | Многомандатный округ       |          | 13         |                           |
| Волок, Анатолий Михайлович (род. 1951)             |         | НДП                                                                   | Многомандатный округ       |          | 25         | с 20 февраля 2001 года    |
| Габер, Николай Александрович (род. 1960)           |         | ПСПУ                                                                  | Многомандатный округ       |          | 10         |                           |
| Гаврилов, Игорь Александрович (род. 1955)          |         | ПЗУ                                                                   | Многомандатный округ       |          | 16         |                           |
| Гавриш, Степан Богданович (род. 1952)              |         | самовыдвиженец                                                        | Харьковская область        | 176      |            |                           |
| Гадяцкий, Леонид Николаевич (род. 1961)            |         | ВО «Громада»                                                          | Многомандатный округ       |          | 25         | c 16 февраля 1999 года    |
| Гаркуша, Алексей Николаевич (род. 1952)            |         | самовыдвиженец                                                        | Николаевская область       | 130      |            | по 22 февраля 2000 года   |
| Гинзбург, Ольга Петровна (род. 1953)               |         | КПУ                                                                   | Многомандатный округ       |          | 102        | с 5 октября 1998 года     |
| Глуховский, Лев Иосифович (род. 1942)              |         | НРУ                                                                   | Многомандатный округ       |          | 41         |                           |
| Гмыря, Сергей Петрович (1954—2013)                 |         | КПУ                                                                   | Луганская область          | 105      |            |                           |
| Гнатюк, Дмитрий Михайлович (1925—2016)             |         | ВО «Громада»                                                          | Многомандатный округ       |          | 4          |                           |
| Головатый, Сергей Петрович (род. 1954)             |         | самовыдвиженец                                                        | Киев                       | 222      |            |                           |
| Голуб, Александр Владимирович (род. 1967)          |         | КПУ                                                                   | Многомандатный округ       |          | 33         |                           |
| Горбатов, Валерий Миронович (род. 1955)            |         | самовыдвиженец                                                        | Автономная Республика Крым | 6        |            |                           |
| Горбачёв, Виктор Сергеевич (1961—2018)             |         | самовыдвиженец                                                        | Николаевская область       | 127      |            |                           |
| Горошкевич, Александр Сергеевич (род. 1964)        |         | ПЗУ                                                                   | Многомандатный округ       |          | 21         | с 24 октября 2001 года    |
| Гошовская, Валентина Андреевна (род. 1949)         |         | самовыдвиженец                                                        | Харьковская область        | 178      |            |                           |
| Грачёв, Олег Алексеевич (род. 1950)                |         | КПУ                                                                   | Многомандатный округ       |          | 14         |                           |
| Григорович, Лилия Степановна (род. 1957)           |         | НРУ                                                                   | Многомандатный округ       |          | 17         |                           |
| Гриневецкий, Сергей Рафаилович (род. 1957)         |         | самовыдвиженец                                                        | Одесская область           | 143      |            | до 24 марта 1999 года     |
| Губский, Богдан Владимирович (род. 1963)           |         | СДПУ(О)                                                               | Многомандатный округ       |          | 9          |                           |
| Гудыма, Александр Николаевич (род. 1950)           |         | НРУ                                                                   | Львовская область          | 123      |            |                           |
| Гурвиц, Эдуард Иосифович (род. 1948)               |         | самовыдвиженец                                                        | Одесская область           | 136      |            |                           |
| Гуренко, Станислав Иванович (1936—2013)            |         | КПУ                                                                   | Многомандатный округ       |          | 25         |                           |
| Гуров, Вадим Николаевич (1937—2015)                |         | самовыдвиженец                                                        | Днепропетровская область   | 32       |            |                           |
| Гусак, Леонид Гаврилович (род. 1939)               |         | НДП                                                                   | Полтавская область         | 144      |            |                           |
| Гуцол, Михаил Васильевич (род. 1951)               |         | ПЗУ                                                                   | Многомандатный округ       |          | 18         |                           |
| Давыдов, Владимир Васильевич (род. 1947)           |         | самовыдвиженец                                                        | Луганская область          | 108      |            |                           |
| Дайнеко, Леонид Иванович (род. 1935)               |         | КПУ                                                                   | Многомандатный округ       |          | 51         |                           |
| Данильчук, Александр Юрьевич (род. 1959)           |         | самовыдвиженец                                                        | Ровенская область          | 156      |            |                           |
| Дашутин, Григорий Петрович (род. 1963)             |         | самовыдвиженец                                                        | Сумская область            | 162      |            |                           |
| Дворкис, Дмитрий Владимирович (род. 1945)          |         | ВО «Громада»                                                          | Многомандатный округ       |          | 3          |                           |
| Деркач, Андрей Леонидович (род. 1967)              |         | самовыдвиженец                                                        | Сумская область            | 159      |            |                           |
| Джемилев, Мустафа (род. 1943)                      |         | НРУ                                                                   | Многомандатный округ       |          | 9          |                           |
| Джоджик, Ярослав Иванович (род. 1960)              |         | самовыдвиженец                                                        | Тернопольская область      | 163      |            |                           |
| Диброва, Валерий Григорьевич (род. 1953)           |         | НФ                                                                    | Волынская область          | 19       |            |                           |
| Дияк, Иван Васильевич (род. 1929)                  |         | самовыдвиженец                                                        | Харьковская область        | 179      |            |                           |
| Довганчин, Григорий Васильевич (род. 1948)         |         | Блок «За правду, за народ, за Украину!»                               | Многомандатный округ       |          | 32         |                           |
| Довгань, Константин Васильевич (род. 1954)         |         | Блок «За правду, за народ, за Украину!»                               | Многомандатный округ       |          | 8          |                           |
| Довгань, Сергей Васильевич (род. 1952)             |         | Блок «За правду, за народ, за Украину!»                               | Многомандатный округ       |          | 2          |                           |
| Долженко, Геннадий Петрович (род. 1940)            |         | КПУ                                                                   | Многомандатный округ       |          | 28         |                           |
| Доманский, Анатолий Иванович (род. 1939)           |         | КПУ                                                                   | Многомандатный округ       |          | 44         |                           |
| Донец, Наталия Григорьевна (род. 1957)             |         | ВО «Громада»                                                          | Многомандатный округ       |          | 18         |                           |
| Донченко, Юрий Григорьевич (род. 1953)             |         | КПУ                                                                   | Луганская область          | 113      |            |                           |
| Дорогунцов, Сергей Иванович (1929—2010)            |         | КПУ                                                                   | Многомандатный округ       |          | 60         |                           |
| Драголюнцев, Анатолий Дмитриевич (род. 1938)       |         | КПУ                                                                   | Многомандатный округ       |          | 7          |                           |
| Драч, Иван Фёдорович (1936—2018)                   |         | НРУ                                                                   | Тернопольская область      | 167      |            |                           |
| Дроботов, Анатолий Иванович (род. 1951)            |         | Блок «За правду, за народ, за Украину!»                               | Многомандатный округ       |          | 18         |                           |
| Друзюк, Светлана Александровна (род. 1949)         |         | КПУ                                                                   | Одесская область           | 137      |            |                           |
| Един, Александр Иосифович (род. 1960)              |         | самовыдвиженец                                                        | Кировоградская область     | 102      |            |                           |
| Ельчанинов, Владимир Сергеевич (род. 1959)         |         | ПЗУ                                                                   | Многомандатный округ       |          | 6          |                           |
| Ельяшкевич, Александр Сергеевич (род. 1965)        |         | самовыдвиженец                                                        | Херсонская область         | 182      |            |                           |
| Емец, Александр Иванович (1959—2001)               |         | НДП                                                                   | Многомандатный округ       |          | 6          | до 6 февраля 2001 года    |
| Ермак, Анатолий Васильевич (1955—2003)             |         | самовыдвиженец                                                        | Запорожская область        | 83       |            |                           |
| Ерохин, Александр Викторович (род. 1963)           |         | ПСПУ                                                                  | Многомандатный округ       |          | 20         | с 22 февраля 2001 года    |
| Еськов, Валентин Андреевич (род. 1948)             |         | КПУ                                                                   | Луганская область          | 109      |            |                           |
| Ехануров, Юрий Иванович (род. 1948)                |         | самовыдвиженец                                                        | Житомирская область        | 64       |            | до 22 февраля 2000 года   |
| Ещенко, Владимир Николаевич (1949—2006)            |         | КПУ                                                                   | Многомандатный округ       |          | 19         |                           |
| Жеваго, Константин Валентинович (род. 1974)        |         | самовыдвиженец                                                        | Полтавская область         | 149      |            |                           |
| Жежук, Наталия Сергеевна (род. 1977)               |         | КПУ                                                                   | Многомандатный округ       |          | 23         |                           |
| Жердицкий, Виктор Юстимович (род. 1957)            |         | самовыдвиженец                                                        | Закарпатская область       | 74       |            |                           |
| Жир, Александр Александрович (род. 1957)           |         | самовыдвиженец                                                        | Днепропетровская область   | 35       |            |                           |
| Жовтис, Александр Игорович (род. 1956)             |         | самовыдвиженец                                                        | Одесская область           | 138      |            |                           |
| Жовтяк, Евгений Дмитриевич (род. 1961)             |         | НРУ                                                                   | Киевская область           |          | 94         |                           |
| Журавский, Виталий Станиславович (род. 1955)       |         | ХДПУ                                                                  | Житомирская область        |          | 68         |                           |
| Задорожная, Татьяна Андреевна (род. 1954)          |         | ПСПУ                                                                  | Многомандатный округ       | 6        |            |                           |
| Задорожный, Александр Викторович (1960—2017)       |         | Блок Демократических партий — НЭП (народовластие, экономика, порядок) | г. Киев                    | 217      |            |                           |
| Заец, Иван Александрович (род. 1952)               |         | НРУ                                                                   | Многомандатный округ       | 17       |            | до 2 марта 2000 года      |
| Заклунная, Валерия Гавриловна (1942—2016)          |         | КПУ                                                                   | Многомандатный округ       |          | 5          |                           |
| Заплатинский, Владимир Михайлович (1951—2018)      |         | ВО «Громада»                                                          | Многомандатный округ       |          | 14         |                           |
| Зарубинский, Олег Александрович (род. 1963)        |         | НДП                                                                   | Многомандатный округ       |          | 12         |                           |
| Засуха, Татьяна Владимировна (род. 1964)           |         | самовыдвиженец                                                        | Киевская область           | 93       |            |                           |
| Зачёсов, Вадим Александрович (род. 1941)           |         | КПУ                                                                   | г. Севастополь             | 225      |            |                           |
| Заяц, Владимир Владимирович (род. 1960)            |         | СДПУ(о)                                                               | Многомандатный округ       |          | 17         |                           |
| Зварич, Роман Михайлович (род. 1953)               |         | НРУ                                                                   | Многомандатный округ       |          | 24         |                           |
| Звонарж, Андрей Юрьевич (род. 1976)                |         | КПУ                                                                   | Многомандатный округ       |          | 76         |                           |
| Звягильский, Ефим Леонидович (1933–2021)           |         | самовыдвиженец                                                        | Донецкая область           | 43       |            |                           |
| Зинченко, Александр Алексеевич (1957—2010)         |         | СДПУ(о)                                                               | Многомандатный округ       |          | 7          |                           |
| Зубов, Валентин Сергеевич (род. 1946)              |         | Блок «За правду, за народ, за Украину!»                               | Многомандатный округ       |          | № 21       |                           |
| Иванов, Валерий Геннадиевич (род. 1947)            |         | КПУ                                                                   | Многомандатный округ       |          | 103        | с 18 февраля 1999 года    |
| Иванов, Сергей Анатольевич (род. 1952)             |         | самовыдвиженец                                                        | Автономная Республика Крым | 3        |            |                           |
| Иоффе, Юлий Яковлевич (род. 1940)                  |         | самовыдвиженец                                                        | Луганская область          | 111      |            |                           |
| Ищенко, Алексей Максимович (род. 1951)             |         | самовыдвиженец                                                        | Киевская область           | 96       |            |                           |
| Ищенко, Олег Иванович (род. 1956)                  |         | НРУ                                                                   | Тернопольская область      | 165      |            |                           |
| Казак, Ярослав Иванович (род. 1944)                |         | самовыдвиженец                                                        | Полтавская область         | 150      |            |                           |
| Калинчук, Василий Антонович (род. 1941)            |         | АПР                                                                   | Одесская область           | 143      |            | с 6 июля 2000 года        |
| Кармазин, Юрий Анатольевич (1957—2022)             |         | самовыдвиженец                                                        | Одесская область           | 134      |            |                           |
| Карпов, Александр Николаевич (род. 1949)           |         | НДП                                                                   | Многомандатный округ       |          | 14         |                           |
| Кафарский, Владимир Иванович (род. 1949)           |         | НДП                                                                   | Многомандатный округ       |          | 15         |                           |
| Квят, Вячеслав Петрович (род. 1960)                |         | ПСПУ                                                                  | Многомандатный округ       |          | 8          |                           |
| Квятковский, Игорь Васильевич (род. 1953)          |         | НДП                                                                   | Винницкая область          | 11       |            |                           |
| Кендзёр, Ярослав Михайлович (род. 1941)            |         | НРУ                                                                   | Многомандатный округ       |          | 44         | с 23 марта 1999 года      |
| Кивалов Сергей Васильевич (род. 1954)              |         | самовыдвиженец                                                        | Одесская область           | 135      |            |                           |
| Кинах, Анатолий Кириллович (род. 1954)             |         | самовыдвиженец                                                        | Николаевская область       | 128      |            | до 4 октября 2001 года    |
| Кириленко, Вячеслав Анатольевич (род. 1950)        |         | НРУ                                                                   | Многомандатный округ       |          | 18         | До 22 февраля 2000 года   |
| Кирилл, Владимир Алексеевич (род. 1968)            |         | КПУ                                                                   | Многомандатный округ       |          | 47         |                           |
| Кирильчук, Евгений Иванович (род. 1940)            |         | За правду, за народ, за Украину!                                      | Многомандатный округ       |          | 13         |                           |
| Киримов, Иван Захариевич (род. 1943)               |         | самовыдвиженец                                                        | Киевская область           | 95       |            |                           |
| Кириченко, Николай Алексеевич (род. 1959)          |         | КПУ                                                                   | Полтавская область         | 151      |            |                           |
| Кириченко, Сергей Александрович (род. 1961)        |         | ХДПУ                                                                  | Херсонская область         | 183      |            |                           |
| Кирюшин, Игорь Владимирович (род. 1958)            |         | ПЗУ                                                                   | Многомандатный округ       |          | 11         |                           |
| Кияшко, Сергей Николаевич (род. 1954)              |         | За народ, за правду, за Украину!                                      | Многомандатный округ       |          | 14         |                           |
| Клочко, Мария Александровна (род. 1949)            |         | КПУ                                                                   | Многомандатный округ       |          | 148        |                           |
| Ключковский, Юрий Богданович (род. 1949)           |         | НРУ                                                                   | Полтавская область         | 39       |            |                           |
| Ковалко, Михаил Петрович (1944—2012)               |         | самовыдвиженец                                                        | Житомирская область        | 65       |            |                           |
| Коваль, Вячеслав Станиславович (род. 1945)         |         | НРУ                                                                   | Многомандатный округ       |          | 21         | до 21 апреля 2000 года    |
| Ковач, Николай Николаевич (род. 1967)              |         | Закарпатская область                                                  | 72                         |          |            |                           |
| Кожевников, Борис Михайлович (1947—2011)           |         | КПУ                                                                   | Многомандатный округ       |          | 86         |                           |
| Кожин, Борис Борисович (род. 1944)                 |         | НРУ                                                                   | Многомандатный округ       |          | 12         |                           |
| Колиушко, Игорь Борисович (род. 1965)              |         | НДПУ                                                                  | Многомандатный округ       |          | 16         |                           |
| Коломойцев-Рыбалка, Валерий Эдуардович (1964—2009) |         | самовыдвиженец                                                        | Луганская область          | 116      |            |                           |
| Кондратевский, Сергей Михайлович (род. 1965)       |         | самовыдвиженец                                                        | Севастополь                | 224      |            |                           |
| Кондратенко, Анатолий Иванович (род. 1940)         |         | КПУ                                                                   | Многомандатный округ       |          | 69         |                           |
| Коновалюк, Валерий Ильич (род. 1966)               |         | самовыдвиженец                                                        | Донецкая область           | 62       |            |                           |
| Кононенко, Юрий Саввич (1955—2001)                 |         | самовыдвиженец                                                        | Харьковская область        | 181      |            | до 6 февраля 2001 года    |
| Кононов, Виталий Николаевич (род. 1950)            |         | ПЗУ                                                                   | Многомандатный округ       |          | 1          |                           |
| Константинов, Евгений Семёнович (род. 1937)        |         | самовыдвиженец                                                        | Донецкая область           | 51       |            |                           |
| Корнийчук, Игорь Владимирович (род. 1962)          |         | КПУ                                                                   | Многомандатный округ       |          | 31         |                           |
| Король, Виктор Николаевич (род. 1948)              |         | самовыдвиженец                                                        | Черновицкая область        | 202      |            |                           |
| Корчинский, Анатолий Иванович (род. 1952)          |         | самовыдвиженец                                                        | Черновицкая область        | 205      |            |                           |
| Косаковский, Леонид Григорьевич (род. 1950)        |         | самовыдвиженец                                                        | Киев                       | 223      |            |                           |
| Косив, Михаил Васильевич (род. 1934)               |         | НРУ                                                                   | Львовская область          | 116      |            |                           |
| Костенко, Юрий Иванович (род. 1951)                |         | НРУ                                                                   | Многомандатный округ       |          | 5          |                           |
| Костицкий, Василий Васильевич (род. 1956)          |         | самовыдвиженец                                                        | Ивано-Франковская область  | 84       |            |                           |
| Костржевский, Денис Борисович (род. 1968)          |         | ПЗУ                                                                   | Многомандатный округ       |          | 19         |                           |
| Костусев, Алексей Алексеевич (род. 1954)           |         | За правду, за народ, за Украину!                                      | Многомандатный округ       |          | 20         | до 14 декабря 2001 года   |
| Костынюк, Богдан Иванович (род. 1958)              |         | НРУ                                                                   | Многомандатный округ       |          | 38         |                           |
| Кочерга, Виктор Герасимович (1939—2013)            |         | КПУ                                                                   | Донецкая область           | 49       |            |                           |
| Кощинец, Василий Васильевич (род. 1950)            |         | Национальный фронт                                                    | Ивано-Франковская область  | 88       |            |                           |
| Кравченко, Николай Васильевич (род. 1952)          |         | КПУ                                                                   | Многомандатный округ       |          | 1          |                           |
| Кравчук, Леонид Макарович (1934—2022)              |         | СДПУ(о)                                                               | Многомандатный округ       |          | 89         |                           |
| Красняков, Евгений Васильевич (род. 1960)          |         | КПУ                                                                   | Многомандатный округ       |          | 89         |                           |
| Кремень, Василий Григорьевич (род. 1947)           |         | СДПУ(о)                                                               | Многомандатный округ       |          | 8          | до 22 февраля 2000 года   |
| Креч, Эдуард Эдуардович (род. 1948)                |         | НРУ                                                                   | Многомандатный округ       |          | 27         |                           |
| Криворучко, Юрий Зеновьевич (род. 1966)            |         | самовыдвиженец                                                        | Львовская область          | 118      |            |                           |
| Кривошея, Сергей Викторович (род. 1959)            |         | ПЗУ                                                                   | Многомандатный округ       |          | 7          |                           |
| Крук, Юрий Борисович (род. 1941)                   |         | самовыдвиженец                                                        | Одесская область           | 139      |            |                           |
| Круценко, Василий Яковлевич (род. 1940)            |         | КПУ                                                                   | Многомандатный округ       |          | 54         |                           |
| Крючков, Георгий Корнеевич (1929—2021)             |         | КПУ                                                                   | Многомандатный округ       |          | 18         |                           |
| Кузнецов, Александр Борисович (1953—1998)          |         | самовыдвиженец                                                        | Запорожская область        | 78       |            | умер 7 ноября 1998 года   |
| Кузнецов, Павел Сергеевич (род. 1950)              |         | КПУ                                                                   | Многомандатный округ       |          | 98         |                           |
| Кулик, Александр Васильевич (1953—2016)            |         | НРУ                                                                   | Полтавская область         | 145      |            |                           |
| Кульчинский, Николай Георгиевич (род. 1947)        |         | НРУ                                                                   | Многомандатный округ       |          | 47         | с 4 апреля 2000 года      |
| Кунев, Иван Павлович (1935—2000)                   |         | ПСПУ                                                                  | Многомандатный округ       |          | 15         | умер 14 августа 2000 года |
| Курыкин, Сергей Иванович (род. 1959)               |         | ПЗУ                                                                   | Многомандатный округ       |          | 4          | до 18 октября 2001 года   |
| Кухарчук, Николай Андреевич (род. 1952)            |         | КПУ                                                                   | Многомандатный округ       |          | 91         |                           |
| Кухарчук, Олег Сергеевич (1948—1998)               |         | Самовыдвиженец                                                        | Кировоградская область     | 101      |            | умер 12 августа 1998 года |
| Кучеренко, Алексей Юрьевич (род. 1948)             |         | КПУ                                                                   | Многомандатный округ       |          | 65         |                           |
| Кучеренко, Валерий Михайлович (род. 1961)          |         | Самовыдвиженец                                                        | Запорожская область        | 80       |            |                           |
| Кушнир, Александр Дмитриевич (род. 1946)           |         | Блок «За правду, за народ, за Украину!»                               | Многомандатный округ       |          | 58         |                           |
| Кушниров, Николай Александрович (род. 1945)        |         | Блок «За правду, за народ, за Украину!»                               | Многомандатный округ       |          | 30         |                           |
| Лавриненко, Николай Фёдорович (род. 1948)          |         | Блок «За правду, за народ, за Украину!»                               | Многомандатный округ       |          | 19         |                           |
| Лавринович, Александр Владимирович (род. 1956)     |         | НРУ                                                                   | Львовская область          | 121      |            | до 18 октября 2001 года   |
| Лазаренко, Павел Иванович (род. 1953)              |         | ВО «Громада»                                                          | Днепропетровская область   | 40       |            |                           |
| Лантух, Василий Иванович (род. 1954)               |         | КПУ                                                                   | Многомандатный округ       |          | 99         |                           |
| Ларин, Сергей Николаевич (род. 1962)               |         | НДП                                                                   | Многомандатный округ       |          | 23         |                           |
| Левцун, Владимир Иванович (род. 1952)              |         |                                                                       |                            |          |            |                           |
| Левченко, Анатолий Иванович (род. 1950)            |         |                                                                       |                            |          |            |                           |
| Лешан, Евгений Анатольевич (род. 1975)             |         |                                                                       |                            |          |            |                           |
| Лещинский, Александр Олегович (род. 1964)          |         |                                                                       |                            |          |            |                           |
| Лисогорский, Алексей Иванович (род. 1954)          |         |                                                                       |                            |          |            |                           |
| Литвак, Олег Михайлович (1948—2019)                |         |                                                                       |                            |          |            |                           |
| Луценко, Виталий Иванович (1937—1999)              |         |                                                                       |                            |          |            | умер 3 июня 1999 года     |
| Лымарь, Наталия Алексеевна (род. 1958)             |         |                                                                       |                            |          |            |                           |
| Лытюк, Анатолий Иванович (род. 1949)               |         |                                                                       |                            |          |            |                           |
| Лютикова, Ирина Игоревна (род. 1965)               |         |                                                                       |                            |          |            |                           |
| Мазур, Елена Анатольевна (род. 1960)               |         |                                                                       |                            |          |            |                           |
| Мазуренко, Владимир Иванович (род. 1954)           |         |                                                                       |                            |          |            |                           |
| Макеенко, Владимир Владимирович (род. 1965)        |         |                                                                       |                            |          |            |                           |
| Малевский, Александр Тихонович (род. 1944)         |         |                                                                       |                            |          |            |                           |
| Малолитко, Иван Фёдорович (род. 1943)              |         |                                                                       |                            |          |            |                           |
| Мангул, Анатолий Ильич (род. 1952)                 |         |                                                                       |                            |          |            |                           |
| Манчуленко, Георгий Манолиевич (род. 1963)         |         |                                                                       |                            |          |            |                           |
| Марамзин, Фёдор Андреевич (род. 1939)              |         |                                                                       |                            |          |            |                           |
| Марковская, Нина Степановна (род. 1947)            |         |                                                                       |                            |          |            |                           |
| Мармазов, Евгений Васильевич (род. 1938)           |         |                                                                       |                            |          |            |                           |
| Мартыненко, Николай Владимирович (род. 1961)       |         |                                                                       |                            |          |            |                           |
| Мартыновский, Валерий Павлович (род. 1955)         |         |                                                                       |                            |          |            |                           |
| Мартынюк, Адам Иванович (род. 1950)                |         |                                                                       |                            |          |            |                           |
| Марченко, Алексей Андреевич (род. 1955)            |         |                                                                       |                            |          |            |                           |
| Марченко, Владимир Романович (род. 1953)           |         |                                                                       |                            |          |            |                           |
| Марчук, Евгений Кириллович (1941—2021)             |         |                                                                       |                            |          |            | до 2 марта 2000 года      |
| Масенко, Александр Николаевич (род. 1949)          |         |                                                                       |                            |          |            |                           |
| Матвеев, Валентин Григорьевич (род. 1943)          |         | КПУ                                                                   | Многомандатный округ       |          | 40         |                           |
| Матвеев, Владимир Иосифович (1943—2024)            |         | КПУ                                                                   | Многомандатный округ       |          | 12         |                           |
| Матвиенко, Анатолий Сергеевич (1953—2020)          |         | НДП                                                                   | Винницкая область          | 17       |            |                           |
| Матвиенков, Сергей Анатольевич (род. 1957)         |         | самовыдвиженец                                                        | Донецкая область           | 55       |            |                           |
| Медведчук, Виктор Владимирович (род. 1954)         |         | СДПУ(о)                                                               | Закарпатская область       |          |            |                           |
| Мельник, Пётр Владимирович (1957—2018)             |         | НДП                                                                   |                            |          |            |                           |
| Мельников, Орест Борисович (род. 1943)             |         | ПЗУ                                                                   |                            |          |            |                           |
| Мельничук, Сергей Иванович (1967—2013)             |         |                                                                       |                            |          |            |                           |
| Мигович, Иван Иванович (род. 1942)                 |         |                                                                       |                            |          |            |                           |
| Миримский, Лев Юльевич (1960—2017)                 |         |                                                                       |                            |          |            |                           |
| Мироненко, Виктор Андреевич (род. 1946)            |         |                                                                       |                            |          |            |                           |
| Мисюра, Вадим Ярославович (род. 1962)              |         |                                                                       |                            |          |            |                           |
| Мичко, Николай Иванович (род. 1948)                |         |                                                                       |                            |          |            |                           |
| Мишура, Валерий Дмитриевич (род. 1941)             |         |                                                                       |                            |          |            |                           |
| Мкртчян, Юрик Степанович (1939—1999)               |         |                                                                       |                            |          |            | умер 29 января 1999 года  |
| Мовчан, Павел Михайлович (род. 1939)               |         |                                                                       |                            |          |            |                           |
| Моисеенко, Владимир Николаевич (род. 1956)         |         |                                                                       |                            |          |            |                           |
| Мокроусов, Анатолий Алексеевич (1943—2021)         |         |                                                                       |                            |          |            |                           |
| Молчанов, Борис Яковлевич (род. 1949)              |         |                                                                       |                            |          |            |                           |
| Мороз, Александр Александрович (род. 1944)         |         |                                                                       |                            |          |            |                           |
| Мороз, Анатолий Николаевич (род. 1949)             |         |                                                                       |                            |          |            |                           |
| Морозов, Анатолий Петрович (род. 1955)             |         |                                                                       |                            |          |            |                           |
| Москвин, Сергей Александрович (род. 1954)          |         |                                                                       |                            |          |            |                           |
| Мусиенко, Иван Михайлович (род. 1943)              |         |                                                                       |                            |          |            |                           |
| Мухин, Владимир Васильевич (род. 1949)             |         |                                                                       |                            |          |            |                           |
| Наливайко, Анатолий Михайлович (род. 1956)         |         |                                                                       |                            |          |            |                           |
| Насалик, Игорь Степанович (род. 1962)              |         |                                                                       |                            |          |            |                           |
| Настенко, Александр Анатольевич (род. 1956)        |         |                                                                       |                            |          |            |                           |
| Нечипорук, Владимир Павлович (род. 1949)           |         |                                                                       |                            |          |            |                           |
| Николаенко, Станислав Николаевич (род. 1956)       |         |                                                                       |                            |          |            |                           |
| Новик, Анатолий Матвеевич (род. 1949)              |         |                                                                       |                            |          |            |                           |
| Олейник, Борис Ильич (1935—2017)                   |         |                                                                       |                            |          |            |                           |
| Омелич, Виктор Семёнович (род. 1941)               |         |                                                                       |                            |          |            |                           |
| Омельченко, Григорий Емельянович (род. 1951)       |         |                                                                       |                            |          |            |                           |
| Онопенко, Василий Васильевич (род. 1949)           |         |                                                                       |                            |          |            |                           |
| Онуфрийчук, Михаил Яковлевич (род. 1945)           |         |                                                                       |                            |          |            |                           |
| Оплачко, Владимир Николаевич (род. 1947)           |         |                                                                       |                            |          |            |                           |
| Осташ, Игорь Иванович (род. 1959)                  |         |                                                                       |                            |          |            |                           |
| Охрименко, Константин Александрович (род. 1949)    |         |                                                                       |                            |          |            |                           |
| Павленко, Сергей Григорьевич (род. 1956)           |         |                                                                       |                            |          |            |                           |
| Павловский, Михаил Антонович (1942—2004)           |         |                                                                       |                            |          |            |                           |
| Павлычко, Дмитрий Васильевич (1929–2023)           |         |                                                                       |                            |          |            | до 17 марта 1999 года     |
| Панасовский, Олег Григорьевич (род. 1940)          |         |                                                                       |                            |          |            |                           |
| Парубок, Емельян Никонович (1940—2017)             |         |                                                                       |                            |          |            |                           |
| Пасека, Николай Сергеевич (род. 1946)              |         |                                                                       |                            |          |            |                           |
| Пасечная, Людмила Яковлевна (род. 1948)            |         |                                                                       |                            |          |            |                           |
| Пашковский, Леонид Борисович (род. 1959)           |         |                                                                       |                            |          |            |                           |
| Пейгалайнен, Анатолий Владимирович (род. 1945)     |         |                                                                       |                            |          |            |                           |
| Пересунько, Сергей Иванович (род. 1952)            |         |                                                                       |                            |          |            |                           |
| Песоцкий, Николай Фёдорович (род. 1956)            |         |                                                                       |                            |          |            |                           |
| Петренко, Владимир Аникиевич (род. 1947)           |         |                                                                       |                            |          |            |                           |
| Петренко, Дмитрий Дмитриевич (род. 1951)           |         |                                                                       |                            |          |            |                           |
| Петров, Виктор Борисович (1947—2018)               |         |                                                                       |                            |          |            |                           |
| Петров, Олег Владимирович (род. 1960)              |         |                                                                       |                            |          |            |                           |
| Пилипчук, Игорь Марьянович (1961—2009)             |         |                                                                       |                            |          |            |                           |
| Пинзеник, Виктор Михайлович (род. 1954)            |         |                                                                       |                            |          |            |                           |
| Пинчук, Виктор Михайлович (род. 1960)              |         |                                                                       |                            |          |            |                           |
| Писаренко, Анатолий Аркадьевич (род. 1944)         |         |                                                                       |                            |          |            |                           |
| Плужников, Игорь Александрович (1958—2005)         |         |                                                                       |                            |          |            |                           |
| Плютинский, Владимир Антонович (1927—2009)         |         |                                                                       |                            |          |            |                           |
| Плющ, Иван Степанович (1941—2014)                  |         |                                                                       |                            |          |            |                           |
| Подгорный, Сергей Петрович (род. 1956)             |         |                                                                       |                            |          |            |                           |
| Подобедов, Сергей Николаевич (род. 1956)           |         |                                                                       |                            |          |            |                           |
| Покотило, Нина Алексеевна (род. 1947)              |         |                                                                       |                            |          |            |                           |
| Полищук, Олег Викторович (род. 1968)               |         |                                                                       |                            |          |            |                           |
| Полюхович, Иван Павлович (род. 1954)               |         |                                                                       |                            |          |            |                           |
| Поляков, Сергей Васильевич (род. 1953)             |         |                                                                       |                            |          |            |                           |
| Понедилко, Виктор Иванович (род. 1949)             |         |                                                                       |                            |          |            |                           |
| Пономаренко, Георгий Григорьевич (род. 1939)       |         |                                                                       |                            |          |            |                           |
| Попеску, Иван Васильевич (род. 1964)               |         |                                                                       |                            |          |            |                           |
| Попов, Георгий Дмитриевич (род. 1946)              |         |                                                                       |                            |          |            |                           |
| Порошенко, Пётр Алексеевич (род. 1965)             |         |                                                                       |                            |          |            |                           |
| Потимков, Сергей Юрьевич (род. 1954)               |         |                                                                       |                            |          |            |                           |
| Правденко, Сергей Макарович (1949—2017)            |         |                                                                       |                            |          |            |                           |
| Проценко, Валентина Васильевна (род. 1948)         |         |                                                                       |                            |          |            | с 6 мая 1999 года         |
| Пустовойтов, Владимир Сергеевич (род. 1948)        |         |                                                                       |                            |          |            |                           |
| Пухкал, Александр Григорьевич (род. 1948)          |         |                                                                       |                            |          |            |                           |
| Пхиденко, Станислав Семёнович (род. 1941)          |         |                                                                       |                            |          |            |                           |
| Развадовский, Виктор Иосифович (род. 1952)         |         |                                                                       |                            |          |            |                           |
| Райковский, Бронислав Станиславович (род. 1957)    |         |                                                                       |                            |          |            |                           |
| Ратушный, Михаил Ярославович (род. 1962)           |         |                                                                       |                            |          |            |                           |
| Раханский, Анатолий Варфоломиевич (1939—2018)      |         |                                                                       |                            |          |            |                           |
| Ременюк, Алексей Иванович (род. 1956)              |         |                                                                       |                            |          |            |                           |
| Ржавский, Александр Николаевич (1959—2022)         |         |                                                                       |                            |          |            |                           |
| Роенко, Виктор Григорьевич (род. 1949)             |         |                                                                       |                            |          |            |                           |
| Романчук, Пётр Николаевич (род. 1957)              |         |                                                                       |                            |          |            |                           |
| Ромовская, Зорислава Васильевна (род. 1940)        |         |                                                                       |                            |          |            |                           |
| Рыбак, Владимир Васильевич (род. 1946)             |         |                                                                       |                            |          |            |                           |
| Рысь, Сергей Николаевич (род. 1958)                |         |                                                                       |                            |          |            |                           |
| Рябикин, Павел Борисович (род. 1965)               |         |                                                                       |                            |          |            | с 6 июля 2000 года        |
| Рябченко, Александр Владимирович (род. 1953)       |         |                                                                       |                            |          |            |                           |
| Савенко, Михаил Михайлович (род. 1949)             |         |                                                                       |                            |          |            |                           |
| Салий, Иван Николаевич (1943—2020)                 |         |                                                                       |                            |          |            |                           |
| Салыгин, Василий Викторович (род. 1957)            |         |                                                                       |                            |          |            |                           |
| Самойленко, Юрий Иванович (род. 1949)              |         |                                                                       |                            |          |            |                           |
| Самойлик, Екатерина Семёновна (род. 1951)          |         |                                                                       |                            |          |            |                           |
| Сас, Сергей Владимирович (род. 1957)               |         |                                                                       |                            |          |            |                           |
| Сафронов, Станислав Александрович (род. 1956)      |         |                                                                       |                            |          |            |                           |
| Сахно, Юрий Петрович (род. 1954)                   |         |                                                                       |                            |          |            |                           |
| Сацюк, Владимир Николаевич (род. 1963)             |         |                                                                       |                            |          |            |                           |
| Свирида, Александр Николаевич (род. 1967)          |         |                                                                       |                            |          |            |                           |
| Семенюк, Валентина Петровна (1957—2014)            |         |                                                                       |                            |          |            |                           |
| Семиноженко, Владимир Петрович (род. 1950)         |         |                                                                       |                            |          |            |                           |
| Сергиенко, Александр Иванович (род. 1947)          |         |                                                                       |                            |          |            |                           |
| Сигал, Евгений Яковлевич (род. 1955)               |         |                                                                       |                            |          |            |                           |
| Сидорчук, Михаил Юрьевич (род. 1951)               |         |                                                                       |                            |          |            |                           |
| Сизенко, Юрий Павлович (род. 1956)                 |         |                                                                       |                            |          |            |                           |
| Симоненко, Пётр Николаевич (род. 1952)             |         |                                                                       |                            |          |            |                           |
| Симонов, Владимир Дмитриевич (род. 1947)           |         |                                                                       |                            |          |            |                           |
| Синенко, Светлана Ивановна (род. 1964)             |         |                                                                       |                            |          |            |                           |
| Синченко, Сергей Григорьевич (род. 1946)           |         |                                                                       |                            |          |            |                           |
| Синько, Василий Данилович (род. 1939)              |         |                                                                       |                            |          |            |                           |
| Сиренко, Василий Фёдорович (род. 1941)             |         |                                                                       |                            |          |            |                           |
| Сирота, Михаил Дмитриевич (1956—2008)              |         |                                                                       |                            |          |            |                           |
| Слободян, Александр Вячеславович (род. 1956)       |         |                                                                       |                            |          |            |                           |
| Смирнов, Евгений Леонидович (1947—2003)            |         |                                                                       |                            |          |            |                           |
| Снигач, Андрей Прокопиевич (1948—2009)             |         |                                                                       |                            |          |            |                           |
| Сокерчак, Вячеслав Михайлович (род. 1947)          |         |                                                                       |                            |          |            |                           |
| Соломатин, Юрий Петрович (род. 1937)               |         |                                                                       |                            |          |            |                           |
| Сопрун, Сергей Иванович (род. 1967)                |         |                                                                       |                            |          |            |                           |
| Спиженко, Юрий Прокопиевич (1950—2010)             |         |                                                                       |                            |          |            |                           |
| Станков, Анатолий Кириллович (род. 1942)           |         |                                                                       |                            |          |            |                           |
| Старинец, Александр Георгиевич (род. 1970)         |         |                                                                       |                            |          |            |                           |
| Степанов, Михаил Владимирович (род. 1952)          |         |                                                                       |                            |          |            |                           |
| Степура, Владислав Сергеевич (род. 1938)           |         |                                                                       |                            |          |            |                           |
| Стецькив, Тарас Степанович (род. 1964)             |         |                                                                       |                            |          |            |                           |
| Стецько, Ярослава Иосифовна (1920—2003)            |         |                                                                       |                            |          |            |                           |
| Стоженко, Владимир Яковлевич (род. 1942)           |         |                                                                       |                            |          |            |                           |
| Стоян, Александр Николаевич (род. 1943)            |         |                                                                       |                            |          |            |                           |
| Стрижко, Леонид Петрович (род. 1943)               |         |                                                                       |                            |          |            |                           |
| Строгов, Анатолий Никандрович (1934—2010)          |         |                                                                       |                            |          |            |                           |
| Супрун, Людмила Павловна (род. 1965)               |         |                                                                       |                            |          |            |                           |
| Суркис, Григорий Михайлович (род. 1949)            |         |                                                                       |                            |          |            |                           |
| Суслов, Виктор Иванович (род. 1955)                |         |                                                                       |                            |          |            |                           |
| Сухой, Ярослав Михайлович (род. 1951)              |         |                                                                       |                            |          |            | с 4 июля 2000 года        |
| Сушкевич, Валерий Михайлович (род. 1954)           |         |                                                                       |                            |          |            |                           |
| Сытник, Константин Меркурьевич (1926—2017)         |         |                                                                       |                            |          |            |                           |
| Табачник, Дмитрий Владимирович (род. 1963)         |         |                                                                       |                            |          |            |                           |
| Танасов, Сергей Иванович (род. 1955)               |         |                                                                       |                            |          |            |                           |
| Танюк, Леонид (Олесь) Степанович (1938—2016)       |         |                                                                       |                            |          |            |                           |
| Таран-Терен, Виктор Васильевич (род. 1941)         |         |                                                                       |                            |          |            | с 19 апреля 2000 года     |
| Тарасюк, Игорь Григорьевич (род. 1967)             |         |                                                                       |                            |          |            |                           |
| Терентюк, Александр Николаевич (род. 1957)         |         |                                                                       |                            |          |            | до 20 ноября 1998 года    |
| Терёхин, Сергей Анатольевич (род. 1963)            |         |                                                                       |                            |          |            |                           |
| Терещук Василий Васильевич (род. 1957)             |         |                                                                       |                            |          |            | с 19 мая 199 года         |
| Тигипко, Сергей Леонидович (род. 1960)             |         |                                                                       |                            |          |            | с 7 июля 2000 года        |
| Тимошенко, Юлия Владимировна (род. 1960)           |         |                                                                       |                            |          |            | до 2 марта 2000 года      |
| Тихонов, Сергей Андрианович (род. 1961)            |         |                                                                       |                            |          |            |                           |
| Тищенко, Александр Васильевич (род. 1950)          |         |                                                                       |                            |          |            |                           |
| Тищенко, Павел Васильевич (род. 1951)              |         |                                                                       |                            |          |            |                           |
| Ткаленко, Иван Иванович (род. 1955)                |         |                                                                       |                            |          |            |                           |
| Ткаченко, Александр Николаевич (1939—2024)         |         |                                                                       |                            |          |            |                           |
| Ткачук, Василий Михайлович (1933—2015)             |         |                                                                       |                            |          |            |                           |
| Ткачук, Виктор Артурович (род. 1965)               |         |                                                                       |                            |          |            | до 10 января 2002 года    |
| Толочко, Пётр Петрович (1938—2024)                 |         |                                                                       |                            |          |            |                           |
| Тропин, Владимир Ильич (род. 1950)                 |         |                                                                       |                            |          |            |                           |
| Трофименко, Лариса Сергеевна (род. 1950)           |         |                                                                       |                            |          |            |                           |
| Турчинов, Александр Валентинович (род. 1964)       |         |                                                                       |                            |          |            |                           |
| Туш, Михаил Никифорович (1943—2013)                |         |                                                                       |                            |          |            |                           |
| Тягнибок, Олег Ярославович (род. 1968)             |         |                                                                       |                            |          |            |                           |
| Удовенко, Геннадий Иосифович (1931—2013)           |         |                                                                       |                            |          |            |                           |
| Устенко, Пётр Иванович (род. 1960)                 |         |                                                                       |                            |          |            |                           |
| Федоренко, Любовь Петровна (род. 1949)             |         |                                                                       |                            |          |            |                           |
| Федорин, Ярослав Владимирович (род. 1955)          |         |                                                                       |                            |          |            |                           |
| Фесенко, Константин Григорьевич (род. 1947)        |         |                                                                       |                            |          |            | с 14 марта 2000 года      |
| Фиалковский, Владимир Александрович (1965—2011)    |         |                                                                       |                            |          |            |                           |
| Филенко, Владимир Филиппович (род. 1955)           |         |                                                                       |                            |          |            |                           |
| Филипчук, Георгий Георгиевич (род. 1950)           |         |                                                                       |                            |          |            |                           |
| Франчук Анатолий Романович (1935—2021)             |         |                                                                       |                            |          |            |                           |
| Франчук Игорь Анатольевич (род. 1968)              |         |                                                                       |                            |          |            |                           |
| Фурдычко, Орест Иванович (род. 1952)               |         |                                                                       |                            |          |            |                           |
| Хазан, Виктор Борисович (род. 1947)                |         |                                                                       |                            |          |            | с 14 марта 2000 года      |
| Хара, Василий Георгиевич (род. 1947)               |         |                                                                       |                            |          |            |                           |
| Хмелевой, Анатолий Петрович (род. 1966)            |         |                                                                       |                            |          |            |                           |
| Хмельницкий, Василий Иванович (род. 1952)          |         |                                                                       |                            |          |            |                           |
| Хорошковский, Валерий Иванович (род. 1969)         |         |                                                                       |                            |          |            |                           |
| Хунов, Анатолий Исмаилович (род. 1940)             |         |                                                                       |                            |          |            |                           |
| Цехмистренко, Виталий Григорьевич (род. 1965)      |         |                                                                       |                            |          |            |                           |
| Цушко, Василий Петрович (род. 1963)                |         |                                                                       |                            |          |            |                           |
| Цыбенко, Пётр Степанович (род. 1949)               |         |                                                                       |                            |          |            |                           |
| Чаговец, Василий Николаевич (род. 1948)            |         |                                                                       |                            |          |            |                           |
| Чайка, Виктор Владимирович (род. 1962)             |         |                                                                       |                            |          |            |                           |
| Чародеев, Александр Васильевич (род. 1955)         |         |                                                                       |                            |          |            |                           |
| Чекалин, Владимир Николаевич (род. 1948)           |         |                                                                       |                            |          |            |                           |
| Червоний, Василий Михайлович (1958—2009)           |         |                                                                       |                            |          |            |                           |
| Черенков, Александр Павлович (род. 1954)           |         |                                                                       |                            |          |            |                           |
| Череп, Валерий Иванович (род. 1940)                |         |                                                                       |                            |          |            |                           |
| Черепков, Владимир Фёдорович (род. 1947)           |         |                                                                       |                            |          |            | с 18 декабря 2001 года    |
| Черненко, Виталий Григорьевич (род. 1945)          |         |                                                                       |                            |          |            |                           |
| Черничко, Александр Михайлович (род. 1948)         |         |                                                                       |                            |          |            |                           |
| Черновецкий, Леонид Михайлович (род. 1951)         |         |                                                                       |                            |          |            |                           |
| Черновол, Вячеслав Максимович (1937—1999)          |         |                                                                       |                            |          |            | погиб 25 марта 1999 года  |
| Черновол, Тарас Вячеславович (род. 1964)           |         |                                                                       |                            |          |            | с 5 июля 2000 года        |
| Черноволенко, Александр Виленович (род. 1955)      |         |                                                                       |                            |          |            | с 13 октября 1998 года    |
| Черняк, Владимир Кириллович (род. 1941)            |         |                                                                       |                            |          |            |                           |
| Чивюк, Николай Васильевич (род. 1964)              |         |                                                                       |                            |          |            |                           |
| Чиж, Иван Сергеевич (род. 1952)                    |         |                                                                       |                            |          |            |                           |
| Чикал, Адам Васильевич (род. 1947)                 |         |                                                                       |                            |          |            |                           |
| Чичканов, Сергей Владленович (род. 1952)           |         |                                                                       |                            |          |            |                           |
| Чичков, Валерий Михайлович (род. 1949)             |         |                                                                       |                            |          |            |                           |
| Чобит, Дмитрий Васильевич (род. 1952)              |         |                                                                       |                            |          |            |                           |
| Чубаров, Рефат Абдурахманович (род. 1957)          |         |                                                                       |                            |          |            |                           |
| Чубатенко, Александр Николаевич (род. 1960)        |         |                                                                       |                            |          |            |                           |
| Чукмасов, Сергей Александрович (род. 1955)         |         |                                                                       |                            |          |            |                           |
| Шаров, Игорь Фёдорович (род. 1961)                 |         |                                                                       |                            |          |            | с 25 декабря 1998 года    |
| Шевченко, Виталий Фёдорович (1954—2018)            |         |                                                                       |                            |          |            |                           |
| Шевчук, Олег Борисович (род. 1968)                 |         |                                                                       |                            |          |            | до 22 февраля 2000 года   |
| Шевчук, Сергей Владимирович (род. 1955)            |         |                                                                       |                            |          |            | до 21 декабря 2001 года   |
| Шепа, Василий Васильевич (1931—2011)               |         |                                                                       |                            |          |            |                           |
| Шеховцов, Алексей Дмитриевич (род. 1957)           |         |                                                                       |                            |          |            |                           |
| Шиллер, Ростислав Ильич (род. 1972)                |         |                                                                       |                            |          |            | с 5 июля 2000 года        |
| Шило, Виталий Васильевич (род. 1937)               |         |                                                                       |                            |          |            | с 5 марта 2002 года       |
| Шишкин, Виктор Иванович (род. 1952)                |         |                                                                       |                            |          |            |                           |
| Шмаров, Валерий Николаевич (1945—2018)             |         |                                                                       |                            |          |            |                           |
| Шмидт, Роман Михайлович (род. 1951)                |         |                                                                       |                            |          |            | до 16 февраля 2000 года   |
| Шпак, Александр Григорьевич (род. 1952)            |         |                                                                       |                            |          |            |                           |
| Шпиг, Фёдор Иванович (1956—2020)                   |         |                                                                       |                            |          |            |                           |
| Шпигало, Владимир Ерофеевич (род. 1933)            |         |                                                                       |                            |          |            |                           |
| Штепа, Валерий Дмитриевич (род. 1946)              |         |                                                                       |                            |          |            |                           |
| Штепа, Наталия Петровна (род. 1951)                |         |                                                                       |                            |          |            |                           |
| Шуфрич, Нестор Иванович (род. 1966)                |         |                                                                       |                            |          |            |                           |
| Шушкевич, Владимир Григорьевич (род. 1965)         |         |                                                                       |                            |          |            |                           |
| Щербань, Владимир Петрович (род. 1950)             |         |                                                                       |                            |          |            | до 7 сентября 1999 года   |

### Ю
- Юхимец, Ольга Фёдоровна
- Юхновский, Игорь Рафаилович
- Юхновский, Олег Иванович
- Юшко, Игорь Олегович
- Ющик, Алексей Иванович

### Я
- Яковенко, Александр Николаевич
- Яковенко, Леонид Александрович
- Янковский, Николай Андреевич
- Яценко, Владимир Михайлович

## Деятельность
Члены нескольких депутатских групп сформировали правоцентристское большинство (лидеры — Леонид Кравчук, Виктор Ющенко). Часть депутатов сформировали движение «Украина без Кучмы».